# パ★テ★オ
『パ★テ★オ』は、1992年にフジテレビ系列の『金曜ドラマシアター』で放送された日本のテレビドラマ作品、および劇場公開された映画作品。
ドラマと映画のメディアミックスという方法で、PART1とPART2はフジテレビ系列でテレビ放映され（PART1は1992年9月18日放送、PART2は1992年10月23日放送)、完結編となるPART3が1992年11月14日に全国松竹系で劇場公開された。
VHSは発売されたが、2020年現在、DVDは発売されていない。
2020年12月21日、日本映画専門チャンネルにて全3部作が放送された。

## あらすじ
高校からの幼なじみで、結婚前の最後の旅行を楽しむため南の島にやって来た旅行会社添乗員の江川真理と東アジア商事社員の木田信一のカップル。だがコテージでロマンチックな夜を過ごした翌朝、信一の姿が部屋から消えていた。信一そっくりの男を見かけた真理は、偶然クラスメートだった沢本優と出会い、彼の協力を得て信一を探すが、信一にかけられていた多額の保険金の受取人が真理だったため、2人は帰国すると保険金殺人の疑いをかけられてしまう。さらに真理は「信一をこれ以上捜すな」という脅迫を受けたり、優も勤務先の大学構内で何者かに襲われた。真理は信一そっくりな吉田茂という人の婚約者である、ファッションデザイナーの永井あゆみという女性の存在をつきとめ、優とともに彼女を追って香港へ、さらにシドニー、ジャカルタ、バンコックと渡っていく。2人はその過程で、事件の鍵を握る“パテオの赤いバラ”という幻の宝石を知った。それが2つ集まると太古の財宝のありかが分かるとされ、そのため政府、大使館員、東アジア商事、マフィアらが暗躍していた。信一もそのためわざと失踪していたのだった。そして遂に2人は財宝のありかを突き止めるが、太古の人々にとっての財宝とは単なる水であった。全ての真相を知った真理と優はあらためて一緒になるのだった。

## 出演
- 江川真理 - 菊池桃子
- 沢本優 - 加勢大周
- 木田信一 / 吉田茂 - 保坂尚輝
- 永井あゆみ - 鈴木京香
- 寺田正樹 - 鶴見辰吾
- 水島五月 - 松雪泰子
- スー・ティエン - シンシア・ラスター
- 谷博之 - 塩見三省
- 糸井鉄男 - 近藤誠
- 奥菜孝 - 宝田明
- 奥菜恵 - 奥菜恵
- ホテルのフロント係 - 江口洋介
- 佐藤 - 本田博太郎
- 秋山武 - 佐川満男
- 井上邦彦 - 江原真二郎
- 須藤光明 - 佐藤慶
- 山口健次
- 鈴木杏樹

## スタッフ
- 製作総指揮 - 河井真也、宅間秋史、阿部祐三
- 企画 - 重村一、堀口壽一
- 製作 - 村上光一、奥山和由
- 原作 - 楠田泰之、吉本昌弘
- 脚本 - 吉本昌弘
- 撮影 - 栢野直樹
- 美術 - 部谷京子
- 照明 - 長田達也
- 音楽 - ニッキー・ホプキンス（東芝EMI）
- 主題歌 - 今井美樹「Blue Moon Blue」（フォーライフ・レコード）
- 録音 - 深田晃
- 編集 - 菊池純一
- プロデューサー - 飯塚正彦、久里耕介
- 監督 - 楠田泰之
- 企画制作 - アベクカンパニー
- 製作協力 - ライトスタッフカンパニー
- 製作 - フジテレビ、松竹

| フジテレビ系 金曜ドラマシアター        | フジテレビ系 金曜ドラマシアター  | フジテレビ系 金曜ドラマシアター         |
| 前番組                                 | 番組名                           | 次番組                                  |
| -------------------------------------- | -------------------------------- | --------------------------------------- |
| パイナップルの彼方へ （1992.9.11）     | パ★テ★オ（PART1） （1992.9.18）  | 家族いろいろ貸します （1992.9.25）      |
| 主婦たちのざけんなヨIII （1992.10.16） | パ★テ★オ（PART2） （1992.10.23） | 華岡青洲の妻（森光子版） （1992.10.30） |